# Heather Heying
Heather Heying, född 26 april 1969, är en amerikansk evolutionsbiolog från Santa Cruz, Kalifornien.

## Biografi
Heather Heying tog 1992 sin kandidatexamen från University of California i Santa Cruz, samma stad som hon växt upp i. Hon doktorerade inom biologi år 2001 vid University of Michigan. Hon har forskat på groddjur, mest fokuserat på parningsbeteendet hos de giftiga grodor som är endemiska för Madagaskar och speciellt arten Mantella laevigata. Hon är gift med Bret Weinstein, som också är en evolutionsbiolog. Paret träffades i Santa Cruz men flyttade senare till Olympia, Washington där båda började arbeta och undervisa vid Evergreen State College.
Heying är aktiv på den sociala medietjänsten Twitter där hon har över 70 000 följare.

## Publikationer

### Böcker
- Antipode: Seasons With The Extraordinary Wildlife and Culture of Madagascar (2002).[5]

### Vetenskapliga artiklar
- Social and reproductive behaviour in the Madagascan poison frog, Mantella laevigata, with comparisons to the dendrobatids. Animal Behaviour (2001).[6]
- The evolution of parental care and egg size: A comparative analysis in frogs. Proceedings of the Royal Society B: Biological Sciences (2006).[7]
- Social and environmental influences on egg size evolution in frogs. Journal of Zoology (2007).[8]